# The Oscar Pettiford: Memorial Album
The Oscar Pettiford Memorial Album è un album raccolta di Oscar Pettiford, pubblicato dalla Prestige Records nel 1971.

## Tracce
Lato A
1. Chichasaw – 2:51 (Shorty Rogers, Terry Gibbs) – Registrato il 10 marzo 1949 a New York
2. Chasin' the Bass – 2:29 (Leonard Feather) – Registrato il 10 marzo 1949 a New York
3. Bopscotch – 3:13 (Serge Chaloff) – Registrato il 10 marzo 1949 a New York
4. The Most! – 2:52 (Al Cohn) – Registrato il 10 marzo 1949 a New York
5. Burt's Pad – 9:40 (Henri Renaud) – Registrato il 21 marzo 1954 a New York

Lato B
1. Marcel the Furrier – 5:56 (Henri Renaud) – Registrato il 21 marzo 1954 a New York
2. Rhumblues – 4:26 (Jane Feather) – Registrato il 21 marzo 1954 a New York
3. Stardust – 5:06 (Hoagy Carmichael, Mitchell Parish) – Registrato il 21 marzo 1954 a New York
4. East Lag – 2:31 (Gerry Mulligan) – Registrato il 21 marzo 1954 a New York
5. Ondine – 3:07 (Leonard Feather) – Registrato il 21 marzo 1954 a New York

## Musicisti
Brani A1, A2, A3 e A4 (Serge Chaloff and the Herdsmen/Oscar Pettiford Orchestra)
- Oscar Pettiford - contrabbasso, leader
- Serge Chaloff - sassofono baritono, leader
- Al Cohn - sassofono tenore
- Red Rodney - tromba
- Earl Swope - trombone
- Terry Gibbs - vibrafono
- Barbara Carroll - pianoforte
- Denzil Best - batteria
- Shorty Rogers - arrangiamenti[1]

Brani A5, B1, B2, B3, B4 e B5 (Oscar Pettiford Sextet)
- Oscar Pettiford - contrabbasso, violoncello, leader
- Henri Renaud - pianoforte
- Al Cohn - sassofono tenore
- Kai Winding - trombone
- Tal Farlow - chitarra
- Max Roach - batteria[2]